# 雙橋路 (廣州)
雙橋路，是中國廣東廣州的一條主幹道，在荔灣區，從芳村大道西開始，一直到黃沙大道、中山八路和南岸路的交界，馬路形状像「厂」字。也可以叫「中山九路」。

## 命名缘由
因為建珠江大橋時，橋跨過珠江2次（一次是大坦沙西南邊的前航道，另一次是大坦沙東邊的後航道），所以名叫「雙橋路」。

## 历史
此路在1957年建珠江大橋的同时建立，1960年10月1日珠江大橋開通時同时開通。初期是雙向2車道，中間有火車軌，隔開馬路。1990年代后期，由於珠江大橋不能负荷廣佛兩地的車流，加上当时的塞車，政府考慮把橋拓寬時，把馬路拓寬成雙向8車道。拓寬工程從2002年初開始，到2004年底完成。
2005年初，大橋拓寬工程兼加入內環路部分。機動車、人或單車、火車開始全部各行其道。2008年期間，馬路的北邊加入鐵路軌，2009年12月28日開通5號綫後，形成「雙路雙軌」的格局。

## 道路介绍
全長2.7km，雙向8車道。其中馬路各有4車道，各宽26m，往返兩邊不相連；人行道比較宽，保留本来的兩邊的1車道，加起来2車道，但每條宽度只有8m；火車道和鐵路各有1條，都在上空。不過車道和人行道都被路軌隔開，要在橋底穿過。

## 經過道路
條路從西南到東排，粗字是主幹道：
- 芳村大道西
- 坦尾西路（橋頂經過，不相连）
- 橋中南路、橋中中路
- 東海南路（橋頂經過，不相连）
- 黃沙大道、中山八路、南岸路

## 公共交通
- 广州地铁5号线滘口站、坦尾站
- 广州地铁6号线坦尾站

均在鄰近雙橋路位置設有出口。